# CDW Corporation
CDW Corporation (NASDAQ: CDW

) er en amerikansk forhandler af it- og teknologiprodukter til erhverv, det offentlige og undervisningssektoren. De har 15.000 ansatte og omsætter for 24 mia. $.
CDW blev etableret i 1984 som "MPK Computing" af grundlægger Michael Krasny.